# Yamaha V-Max
La V-Max, scritta anche con grafie diverse come VMax o VMAX (dall'ultima versione del 2009) è una moto "cruiser" della casa motociclistica giapponese Yamaha, in produzione dal 1985 al 2017.

## La storia
Nei primi anni ottanta la Yamaha comincia un programma di rilancio della sua gamma con modelli di motocicletta molto particolari, che riscuotono successo; precedono la Vmax altri tre modelli: la RD 500 LC con motore a due tempi, derivata dalla moto da Gran Premio, la Fz con motore 4 cilindri e 20 valvole e la super gran turismo FJ 1100.
La V-Max si vede per la prima volta nell'ottobre del 1984 a Las Vegas; il suo design accattivante attrae subito grande interesse: mole imponente, linee filanti, un look decisamente inusuale, molto diverso da qualsiasi altra moto di quel periodo.
La moto, con motore di 1198 cm³, era accreditata di 145 cavalli e della capacità di percorrere i 400 metri da fermo in 11 secondi: caratteristiche salienti, quindi, la notevole potenza e l'elevata coppia, già disponibili ai bassi regimi del motore.
Il progetto è nato da un'idea del Sig. Araki (Direttore Generale Yamaha Giappone), cui hanno collaborato anche i Sigg.  Ashihara (motori) e Kurachi (ciclistica) ed Ed Burke che studiò lo stile della moto; l'idea era di realizzare un modello fuori dagli schemi tradizionali, la più potente due ruote V4, su ispirazione dei dragster americani che in quel periodo entusiasmano i giovani negli Usa.
Il modello era del tutto innovativo, tranne che per il propulsore; infatti si utilizzò il motore della Venture Royal, una pacifica supermaxi granturismo, che prevedeva una potenza di 90 cv con erogazione fin dai bassi e medi regimi, modificandolo opportunamente e salvaguardandone anche l'affidabilità (numero giri, rapporto di compressione, condotti di alimentazione); con l'adozione del sistema V-boost, una valvola motorizzata che permette una sovralimentazione a circa 6.000 g/min., si è arrivati alla potenza di 145 cv, un vero record per una moto dei tempi.

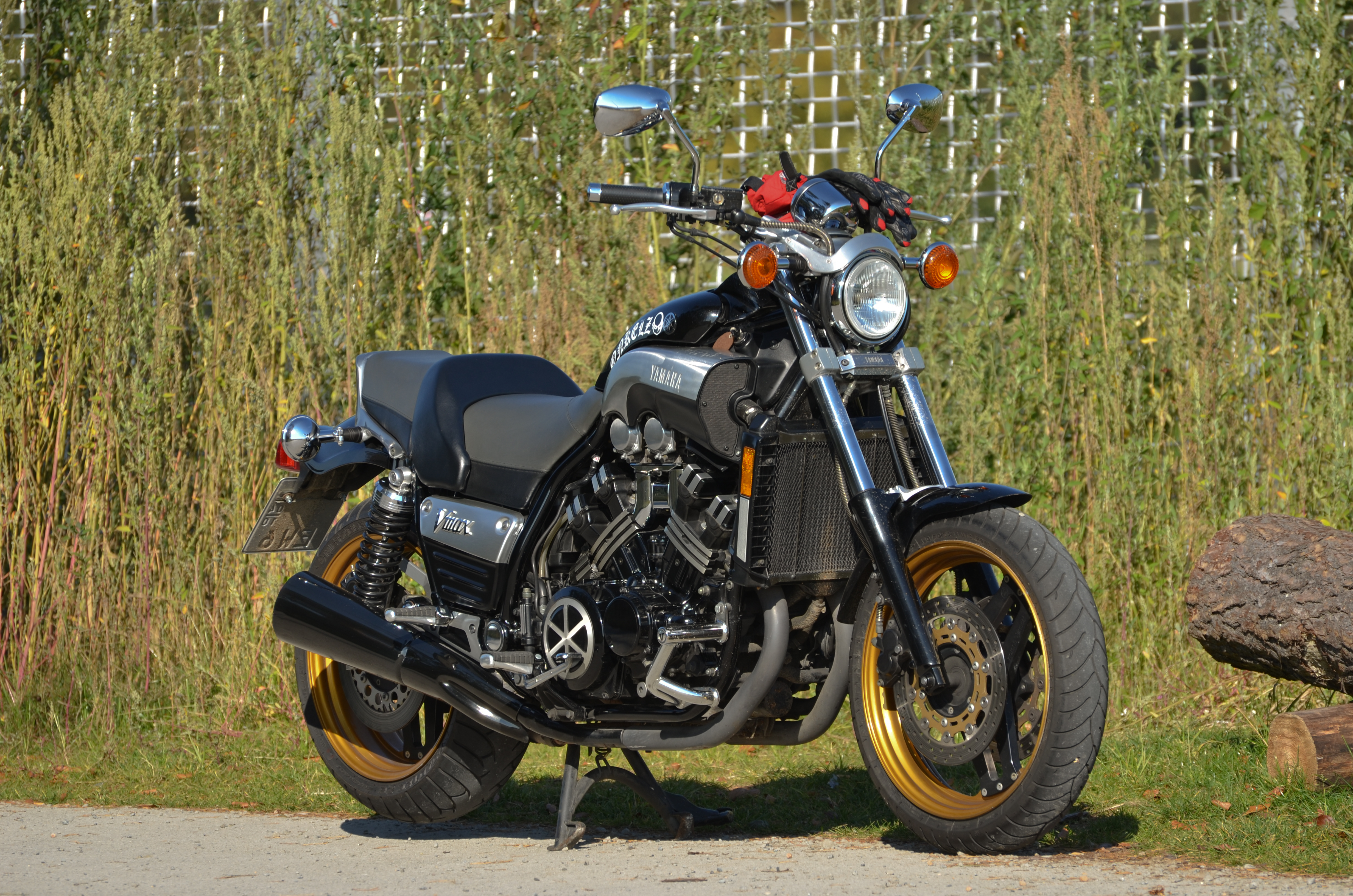
VMax

Il design pensato e realizzato era quello di una moto dallo stile eccentrico, col motore in vista che diventava l'elemento dominante, fasciato da una doppia culla in tubi di acciaio a sezione tonda, con un finto serbatoio che in realtà ospita la cassa del filtro aria (il vero serbatoio del carburante è sotto la sella), le prese d'aria massicce che terminano nei carburatori parzialmente in vista, scarichi a tromboncino e pneumatico posteriore enorme (per l'epoca).
Il risultato finale dello studio non suscitò particolari reazioni tra i dirigenti Yamaha, ma quella del pubblico fu molto decisa: l'effetto dirompente di accelerazione, look e stile di guida, elogiati dalla stampa specializzata, favorì il successo della moto.
La commercializzazione cominciò in America nel 1985, con la versione comunemente denominata "Full power"; nello stesso anno essa venne presentata anche al salone di Milano; venne importata anche in Europa dal 1986, per merito di Jean Claude Olivier, direttore della Yamaha Motor France, ma a causa dei limiti legislativi presenti in Francia, Germania e Svizzera, la versione europea viene limitata a 100 cv di potenza.
Le principali differenze tra la versione americana e quella europea consistono nell'assenza nel modello depotenziato (europeo) del V-boost, nei silenziatori di scarico con diametro interno minore, nella centralina diversa.
La Francia fu tra i primi paesi europei ad introdurre la Vmax e più tardi, negli anni novanta, i motociclisti francesi addirittura comprarono più Vmax dei loro amici americani.
Ancora oggi, a distanza di più di venti anni, la Vmax, che ha subito pochissime modifiche rispetto al progetto originale, è oggetto di grande passione in tutto il mondo.
Officine specializzate o semplici possessori hanno sviluppato modelli esclusivi, customizzando le loro Vmax con ciclistiche ottimizzate (forcelle USD, cerchioni da 17", ecc.) e motori superpotenziati (elaborazione delle testate, carburatori maggiorati, sostituzione di pistoni e bielle, impianti Nos e turbocompressori).
La V-max nella sua versione da 1200 cm³ è rimasta in produzione e vendita fino al 2007; nel 2008 la Yamaha ha introdotto un nuovo modello con motore nuovo da 1700 cm³.